# Pratyusha Banerjee
Pratyusha Banerjee [pratjuša banerdži] (10. kolovoza 1991. — 1. travnja 2016.) bila je indijska glumica. Najpoznatija po ulozi Anandi u Maloj nevjesti, Banerjee je glumila samo u televizijskim serijama.
Banerjee je bila kći socijalnog radnika. Rođena u bengalskoj obitelji, Banerjee je otišla u Mumbai 2010. godine. U dobi od 24 godine, Banerjee se ubila.